# بالخير
بالخير إحدى مدن الجمهورية التونسية، تقع في ولاية قفصة. وهي عاصمة المديرية بنفس الاسم وتقع شرق قفصة. يبلغ عدد سكانها 16,980 نسمة وفقا لتعداد عام 2004. وهي تقع في منطقة واحات ويعمل سكانها في الزراعة.